# Důl Prokop (Dubí u Kladna)
Důl Prokop byl černouhelný hlubinný důl v katastrálním území Dubí u Kladna v kladensko-rakovnické uhelné pánvi. Byl vybudován společností Císařské buštěhradské doly a byl provozován v letech 1856–1904.

## Historie
Hloubení jámy bylo zahájeno v roce 1856 společností Císařské buštěhradské doly v místě úspěšného hlubinného vrtu č. 7 v prostoru mezi Dubím a Újezdem pod Kladnem, provedeného v roce 1855. Jáma byla pojmenována podle patrona horníků svatého Prokopa. Její profil byl obdélníkový o rozměrech 7,6 × 2,2 m. V roce 1858 v hloubce 200,9 byla zastižena hlavní kladenská sloj o mocnosti 10,428 m, následovalo 4,5 m mocné brouskové pásmo a 1,9 m mocná základní kladenská sloj. Jáma byla vyhloubena na konečnou hloubku 211,4 m. Po vyhloubení jámy byl ražen překop po úpadnici k jámě Marie Anna pro zabezpečení větrného propojení a odvodnění jámy Marie Anna.  V šedesátých letech 19. století byla přenesena hlavní těžba na důl Prokop. Po ukončení těžby na dole Marie Anna v roce 1874 byly zbytkové zásoby dorubány z dolu Prokop. Později byl propojen překopem s dolem František Josef.
Uspořádání dolu odpovídalo centrálnímu typu těžní budovy s dominantní zděnou těžní věží na půdorysu písmene T. Na těžní budovu navazovala strojovna, kotelna a komín. Na boční strany těžní budovy navazovala nižší dvoupodlažní křídla. Důl byl napojen 0,9 km dlouhou vlečkou na stanici Dubí uvedenou do provozu v roce 1856.
Těžba na dole byla ukončena už v roce 1888 a do roku 1904 byla provozována jako větrní jáma pro západní část revíru dolu František Josef v Dubí. Po ukončení provozu byla jáma zasypána, těžní budova zbourána a nad jámou byl v roce 1950 vybudován násep železniční dráhy k místní teplárně Kladno. Z důvodů obavy, že po ukončení těžby a po zaplavení původních dolů, by mohla stoupající důlní voda splavovat zásypový materiál do vyrubaných prostor a tím k propadu jámy, byla přijata zvláštní opatření. V roce 2009 byl násep zajištěn tzv. pilotovou stěnou z předvrtávaných pilot.

## Ostatní
Ve své době jáma byla nejhlubším dolem společnosti Císařské buštěhradské doly, byly zastiženy obě významné kladenské sloje s největší mocnosti hlavní kladenské sloje 10,5 m. Bylo zde těženo koksovatelné uhlí, které bylo dodáváno do koksovacích pecí dolu Václav. Koks byl dodáván do vysokých pecí Vojtěšské huti.